# العلاقات السورينامية الميكرونيسية
العلاقات السورينامية الميكرونيسية هي العلاقات الثنائية التي تجمع بين سورينام وولايات ميكرونيسيا المتحدة.

## مقارنة بين البلدين
هذه مقارنة عامة ومرجعية للدولتين:
| وجه المقارنة                                              | سورينام                        | ولايات ميكرونيسيا المتحدة |
| --------------------------------------------------------- | ------------------------------ | ------------------------- |
| المساحة (كم2)                                             | 163.27 ألف                     | 702                       |
| عدد السكان (نسمة)                                         | 563.40 ألف                     | 105.54 ألف                |
| الكثافة السكانية (ن./كم²)                                 | 3.45                           | 15.03 ألف                 |
| العاصمة                                                   | باراماريبو                     | باليكير                   |
| اللغة الرسمية                                             | اللغة الهولندية                | لغة إنجليزية              |
| العملة                                                    | دولار سورينامي، غيلدر سورينامي | دولار أمريكي              |
| الناتج المحلي الإجمالي (بليون دولار)                      | 3.32 مليار                     | 336.43 مليون              |
| الناتج المحلي الإجمالي (تعادل القوة الشرائية) بليون دولار | 9.07 مليار                     | 365.27 مليون              |
| الناتج المحلي الإجمالي الاسمي للفرد دولار أمريكي          | 9.48 ألف                       | 3.02 ألف                  |
| الناتج المحلي الإجمالي للفرد دولار أمريكي                 | 16.64 ألف                      |                           |
| مؤشر التنمية البشرية                                      | 0.714                          | 0.640                     |
| رمز المكالمات الدولي                                      | +597                           | +691                      |
| رمز الإنترنت                                              | .sr                            | .fm                       |
| المنطقة الزمنية                                           | 00                             |                           |

## منظمات دولية مشتركة
يشترك البلدان في عضوية مجموعة من المنظمات الدولية، منها:
| علم المنظمة | اسم المنظمة                                 | تاريخ انضمام سورينام | تاريخ انضمام ولايات ميكرونيسيا المتحدة |
| ----------- | ------------------------------------------- | -------------------- | -------------------------------------- |
|             | يونسكو                                      | 16 يوليو 1976        | 19 أكتوبر 1999                         |
|             | وكالة ضمان الاستثمار متعدد الأطراف          | 2 يوليو 2003         | 11 أغسطس 1993                          |
|             | مجموعة دول أفريقيا والكاريبي والمحيط الهادئ | ?                    | ?                                      |
|             | الأمم المتحدة                               | 4 ديسمبر 1975        | 17 سبتمبر 1991                         |
|             | البنك الدولي للإنشاء والتعمير               | 27 يونيو 1978        | 24 يونيو 1993                          |
|             | الاتحاد الدولي للاتصالات                    | 15 يوليو 1976        | 18 مارس 1993                           |
|             | منظمة حظر الأسلحة الكيميائية                | ?                    | ?                                      |
|             | مؤسسة التمويل الدولية                       | 1 سبتمبر 2011        | 24 يونيو 1993                          |
|             | تحالف الدول الجزرية الصغيرة                 | ?                    | ?                                      |

## وصلات خارجية
- موقع وزارة الخارجية السورينامية